# The Music of Command & Conquer: Red Alert
The Music of Command & Conquer: Red Alert — саундтрек к игре Command & Conquer: Red Alert, выпущенный в 1996 году силами компании Westwood Studios. В альбом входят 15 композиций Фрэнка Клепаки, которые можно услышать в самой игре. Среди них есть самая известная из известных песен из серии -  главная тема Command & Conquer: Red Alert под названием "Hell March", которая подчеркивает стиль игры адреналиновыми риффами электрогитары, звуками марширующих ног и синтезаторов под сэмплированную команду тренировки. В 1996 году альбом был признан лучшим саундтреком для видеоигр журналами PC Gamer и Gameslice magazines.

## Об альбоме
Заглавной песней саундтрека (и самой игры) является композиция Hell March (с англ. — «Адский марш»), хотя первоначально Hell March должен был быть темой Братства Нод в дополнении Command & Conquer: Covert Operations.
После выхода C&C мы, не теряя времени, выпустили Covert Ops. Я написал еще несколько тем в стиле эмбиент, о которых они меня просили, а затем я начал работать над этой хэви-металлической песней, которую я пытался подготовить к Нод для следующей большой игры C&C. Бретт Сперри зашел ко мне в офис и спросил: "У тебя есть что-нибудь, что я могу услышать для нового C&C?" Я сыграл это для него. Он спросил: "Как называется эта песня?" Я сказал "Hell March". Он сказал: "Это фирменная песня для нашей следующей игры".

—  Фрэнк Клепаки, Старший композитор
После успеха "Hell March" Клепаки перезаписал композицию в двух его вариациях, каждая из которых стала главной темой для Red Alert 2 ("Hell March/HM2") и Red Alert 3 ("Hell March 3") соответственно. Также, композитор сделал ремикс на трек, который в дальнейшем вошёл в Command & Conquer Red Alert: Retaliation и Command & Conquer: Sole Survivor. Группа From First to Last записала кавер-версии "Hell March" и "Hell March 2", которые вошли в саундтрек Red Alert 3, поставляемый вместе с премьерным изданием.
При игре в одиночную кампанию изначально доступно ограниченное количество треков, и по мере прохождения игроком миссий открывается больше. Однако при игре в многопользовательскую игру или "перестрелку" все треки доступны с самого начала. Дополнительные треки были включены в дополнения Red Alert: Counterstrike, The Aftermath и Retaliation. Музыкальные треки можно прослушать на веб-сайте Фрэнка Клепаки.
На треки "Hell March", "Radio 2", "Mud", "Workmen", "Twin Cannon", "Crush" были сделаны ремиксы от Фрэнка Клепаки, которые можно было услышать в Command & Conquer Red Alert: Retaliation. Официально они вышли на 5 диске "Command & Conquer (Original Soundtrack) [Remastered] Disc 2" в составе бок-сета "Command & Conquer Remastered Collection Original Soundtrack".
В альбоме содержится скрытая композиция, которая начинается спустя 30 секунд после окончания последнего, 15 трека (На альбоме трек "Smash" имеет длительность 8:07). В медиаплеере на сайте Клепаки эта композиция называется «Surf No Mercy». Не появляется в игре, но его вступление использовано в финальном видеоролике кампании Giant Ants. Также, Мелодраматичное вступление было использовано в кампании "Секрет, который пришел из Red Alert!" в Counterstrike, а сам трек является данью уважения Misirlou, в нем используется ритм более ранней музыкальной композиции Command & Conquer, "No Mercy".
В 2020 году треки "Hell March", "Crush", "Big Foot", "Workmen" и "Militant Force" были перезаписаны Фрэнком вместе с группой The Tiberian Sons для альбома Frank Klepacki & The Tiberian Sons: Celebrating 25 Years of Command & Conquer.

## Список композиций
Вся музыка написана Френком Клепаки.
| №                   | Название                       | Длительность |
| ------------------- | ------------------------------ | ------------ |
| 1.                  | «Hell March»                   | 6:26         |
| 2.                  | «Radio (Radio 2)»              | 4:07         |
| 3.                  | «Crush»                        | 3:51         |
| 4.                  | «Roll Out»                     | 3:56         |
| 5.                  | «Mud»                          | 4:50         |
| 6.                  | «Twin Cannon (Twin)»           | 3:57         |
| 7.                  | «Face the Enemy»               | 5:38         |
| 8.                  | «Run (Run for Your Life)»      | 5:15         |
| 9.                  | «Terminate»                    | 5:22         |
| 10.                 | «Big Foot»                     | 5:17         |
| 11.                 | «Workmen»                      | 4:46         |
| 12.                 | «Militant Force (Score Theme)» | 1:52         |
| 13.                 | «Dense»                        | 5:00         |
| 14.                 | «Vector»                       | 4:17         |
| 15.                 | «Smash»                        | 4:35         |
| 16.                 | «Surf No Mercy (Hidden Track)» | 3:12         |
| Общая длительность: | Общая длительность:            | 1:08:25      |

У двух треков на диске, "Radio 2" и "Face the Enemy 2", номера в конце были удалены из трек-листа, что потенциально могло вызвать путаницу, поскольку оригинальный трек "Radio" взят из первой игры Command & Conquer, а "Face the Enemy 1" является другой трек в Red Alert. Любые треки с разными внутриигровыми названиями треков имеют внутриигровую версию, указанную за оригинальным названием.

### Command & Conquer Alarmstufe Rot Original Soundtrack
''Command & Conquer Alarmstufe Rot Original Soundtrack (стилизуется какCommand & Conquer Alaяmstufe Яot Original Soundtrack) - сборник-компиляция, состоящая из двух дисков и вышедшая в 1997 году. Первый диск является саундтреком к Command & Conquer: Red Alert, а второй - сборник разных исполинителей, исполняющих преимущественно индастриал-музыку и её ответвления. Альбом является немецким изданием саундтрека к игре.
| №                   | Название                                   | Исполнитель              | Длительность                                |
| ------------------- | ------------------------------------------ | ------------------------ | ------------------------------------------- |
| 1.                  | «Crush (Command & Conquer Mix)»            | Cobalt 60                | 3:05                                        |
| 2.                  | «Full Screen Horror»                       | Revolter                 | 3:52                                        |
| 3.                  | «Two Wires Thin»                           | 16 Volt                  | 4:00                                        |
| 4.                  | «God Is God»                               | Laibach                  | 3:42                                        |
| 5.                  | «I.N.R.I. vs Jahwe»                        | Oomph!                   | 5:15                                        |
| 6.                  | «2069 AD»                                  | Project Pitchfork        | 3:21                                        |
| 7.                  | «Breathe»                                  | The Prodigy              | 3:59                                        |
| 8.                  | «Richest Junkie Still Alive»               | Machines of Loving Grace | 3:36                                        |
| 9.                  | «Twist And Shake»                          | Ugly Mustard             | 4:56                                        |
| 10.                 | «Spirituality»                             | Strapping Young Lad      | 6:34                                        |
| 11.                 | «Burning Eyes»                             | Girls Under Glass        | 4:45                                        |
| 12.                 | «Ride»                                     | Psykosonik               | 5:00                                        |
| 13.                 | «Pleasure of Sin (Radical Remix Extended)» | Violent Vision           | 5:09                                        |
| Общая длительность: | Общая длительность:                        | Общая длительность:      | 57:14 (Второй диск), 2:05:39 (Весь сборник) |

## Факты
- Слова, которые выкрикивает командир, имеют в качестве своего источника библиотеку звуковых эффектов, при этом их точный смысл не был известен композитору и являлся предметом споров среди сотрудников Westwood Studios[4]. Среди распространенных вариантов высказываются предположения о немецком языке: «Die Waffen, legt an!» («Оружие наготове!»)[5], что созвучно английскому «We Want War! Wake Up!» («Мы хотим войны! Проснитесь!»), а также «Reform Line, Quick March!» («Переформироваться, быстрый марш!»).